# Robert Youngquist
Robert W. Youngquist (22 août 1905 - 3 août 1996, Los Angeles), parfois Bob Youngquist, était un animateur américain ayant travaillé pour les studios Disney.

## Filmographie
- 1940 : Pinocchio (non crédité)
- 1940 : Fantasia (segment "Symphonie Pastorale")
- 1942 : Bambi (non crédité)
- 1945 : Casanova canin (Canine Casanova)
- 1946 : Le Petit Frère de Pluto (Pluto's Kid Brother)
- 1946 : Pluto détective (The Purloined Pup)
- 1947 : Figaro and Frankie
- 1947 : Rendez-vous retardé (Mickey's Delayed Date, non crédité)
- 1948 : Pluto's Purchase
- 1949 : Mickey et Pluto au Mexique (Pueblo Pluto)
- 1958 : Paul Bunyan
- 1959 : La Belle au bois dormant (animation des personnages)
- 1961 : Disneyland (1 épisode)
- 1965 : Freewayphobia No. 1
- 1965 : Goofy's Freeway Troubles
- 1969 : The Social Side of Health